# بيلي مايس
وليام داريل «بيلي» مايس جونيور (بالإنجليزية: William Darrell "Billy" Mays, Jr) وهو مسوق مباشر وبائع إعلامي أمريكي ولد في يوم 20 يوليو 1958 في بلدة مككيس روكس في ولاية بنسيلفانيا في الولايات المتحدة، كان يعمل لحساب شركة أوكسي كلين، كان يسوق للمساحيق والأشياء المنزلية ونالت عروضه شهرة كبيرة في الولايات المتحدة وكندا، توفي مايس في يوم 28 يونيو 2009 بسبب مرض قلبي.

## روابط خارجية
- بيلي مايس على موقع IMDb (الإنجليزية)
- بيلي مايس على موقع إن إن دي بي (الإنجليزية)
- بيلي مايس على موقع قاعدة بيانات الفيلم (الإنجليزية)